# Hit Mania Champions 2015
Hit Mania Champions 2015 è una compilation di artisti vari facente parte della serie Hit Mania pubblicata il 10 Aprile 2015.
La compilation è mixata dal DJ Mauro Miclini.
È stata pubblicata sia nella versione a disco doppio (2 CD) composto da Hit Mania Champions 2015 e Hit Mania Champions 2015 - Club Version, sia in versione cofanetto a quattro dischi con i volumi extra: Street Art vol. 9 e Next – Social Music App vol. 7.
La copertina è stata curata e progettata da Gorial.

## Tracce CD1
1. AronChupa – I'm an Albatraoz
2. DJane HouseKat – Girls In Luv (feat. Rameez)
3. Timmy Trumpet – Freaks
4. A-Trak – Push (feat. Andrew Wyatt)
5. Hardwell – Eclipse
6. Avicii – The Nights
7. Above & Beyond – We're All We Need (feat. Zoë Johnston)
8. Lost Frequencies – Are You With Me
9. Swanky Tunes – Wherever U Go (feat. Pete Wilde)
10. Nicky Romero & Vicetone – Let Me Feel (feat. When We Are Wild)
11. Pitbull – Celebrate (From the Original Motion Picture "Penguins Of Madagascar")
12. The Avener – Fade Out Lines
13. Oliver Heldens – Last All Night (Koala) (feat. KStewart)
14. Philip George – Wish You Were Mine
15. Becky Hill – Losing
16. Ariana Grande – Love Me Harder (feat. The Weeknd)
17. Heymen – If I Play Your Game
18. Meghan Trainor – All About That Bass
19. Beth Ditto & The Shoes – Cerrone's Supernature
20. Robin Schulz – Sun Goes Down (feat. Jasmine Thompson)
21. Milow – Against the Tide
22. Hozier – Take Me to Church
23. James Bay – Hold Back the River
24. Marlon Roudette – Flicker

## Tracce CD2
1. Sicilian House – Bee
2. Luckino & Andrea Texi – Party In The Back
3. DJ Mirko Alimenti – Put Your Hands Up
4. Zeroone & Firstlight – Lovestorm
5. Blasterboyz feat. Ben Varrey – Can't Stop Me
6. Miami Vegas – Last Breath
7. Elaic – Down Fear
8. David On – Storm
9. Dafne Reyes vs Carino Alessandro & Cicco DJ – Keep On The Moving
10. DJ Devil – Space Shuttle
11. Romay – Pull It Up
12. Roby Laville feat. P Dicey – Jungle Fever
13. BPE – Feel The Power
14. Brothers Deejay's – Galaxia
15. Mark Romano feat. Star Elaiza – Reloaded
16. DJ Dabion – Hunter Dance
17. Josef Meloni vs Tommyland – Keep This Memory
18. Zeoone – A Western Song
19. Mario Cosenza & René Noize vs DJ Devil – What I Want
20. Peppe Roccaro DJ feat. Dago H – Noche De Rumba
21. Alex Noiss – Breathe
22. Franck Beta – The Snow
23. Alex Phratz – True Love Will Hit Me
24. RJ Project – Everybody Feel Good (Ricky Leto Radio Edit)